# المعاقب (فلم 1989)
المعاقب (بالإنجليزية: The Punisher) هو فيلم حركة تم إنتاجه في الولايات المتحدة وصدر سنة 1989 بطولة دولف لندجرين و هو من سلسله أفلام مارڤل (Marvel) وهو مقتبس من سلسلة قصص مصورة تحمل نفس الاسم.

## القصة
عندما تقتل عائلة فرانك من قبل المجرمين، فانه يشن الحرب على المجرمين وذلك للقصاص لعائلته لذلك يطلق عليه باسم المعاقب.

## الميزانية والإيرادات
كلف الفيلم 9 ملايين دولار.

## وصلات خارجية
مقالات تستعمل روابط فنية بلا صلة مع ويكي بيانات